# Austroassiminea
Austroassiminea là một chi ốc có mài nhỏ sống ở đầm ngập mặn là động vật thân mềm chân bụng, trong họ Assimineidae.

## Các loài
Species năm the genus Austroassiminea: 
- Austroassiminea letha